# Ржевуский, Казимир
Казимир Ржевуский (1750 — 7 июля 1820, Львов) — государственный деятель Речи Посполитой, писарь польный коронный (1774—1792), шеф 5-го пехотного коронного полка (1792), староста жидачовский, ужедувский и теребовльский. Известный польский масон и рыцарь Мальтийского ордена.

## Биография
Представитель польского магнатского рода Ржевуских герба «Кшивда». Младший сын воеводы подляшского и подольского Михаила Юзефа Ржевуского (1699—1769) от второго брака с Франциской Цетнер.
В 1774-1792 годах Казимир Ржевуский занимал должность писаря польного коронного. В 1776 году член конфедерации под руководством сеймового маршалка Анджея Мокроновского. В том же году был избран послом на сейм от Хелмской земли. Также являлся старостой жидачовским, ужедувским и теребовльским. В 1782-1784 годах — член Постоянного Совета. В 1790 году получил чин генерал-лейтенанта.
Был избран послом (депутатом) от Подольского воеводства на Четырёхлетний сейм (1788—1792), в 1792 году был назначен шефом 5-го коронного пехотного полка. В 1817 году был избран комиссаром Галицийского сейма.
В конце жизни, 21 апреля 1819 года, получил графский титул Австрийской империи.
Кавалер Ордена Святого Станислава (1775) и Ордена Белого орла.

## Семья
В 1775 году женился на Людвике Пелагее Потоцкой (ок. 1758—1783), дочери воеводы волынского и киевского Франтишека Салезия Потоцкого (ок. 1720—1772) и Анны Потоцкой (ум. 1772). Дети:
- Людвика Ржевуская (ум. 1839), жена с 1793 года графа Антония Юзефа Лянцкоронского (1761—1830).